# Pedro Espinoza
Pedro Octavio Espinoza Bravo (Santiago, 19 de agosto de 1932) es un exmilitar  chileno, miembro del Ejército de Chile, quien participó en la DINA, siendo responsable de múltiples violaciones a los derechos humanos, cometidos durante la dictadura militar de Augusto Pinochet, entre 1973 y 1990. Fue condenado por su participación en el asesinato de Orlando Letelier y en la Caravana de la Muerte, además de ser declarado culpable de los asesinatos de Charles Horman y Frank Teruggi.Actualmente cumple condena.

## Biografía
Es hijo de Pedro Espinoza Molina y de Olga Bravo Martínez.
Como miembro de la policía secreta chilena DINA era el segundo al mando después de Manuel Contreras. En ella se desempeñó como jefe de operaciones y como fiscalizador del centro de detención Villa Grimaldi.

### Caravana de la Muerte
Como oficial de Inteligencia del Ejército, participó en la Caravana de la Muerte en octubre de 1973. Más tarde fue jefe de operaciones de la policía secreta DINA. Fue detenido y condenado por el asesinato de Orlando Letelier, un exministro de Salvador Allende en Washington D. C.
En 2023 fue condenado (junto a otros exoficiales del Ejército, como Santiago Sinclair) a 10 años de presidio por la Corte Suprema de Chile, por su participación, como miembro de la Caravana de la Muerte, en la ejecución de 12 hombres militantes del MIR en Neltume, a pocos meses del golpe de Estado.

### Caso Horman y otros asesinatos

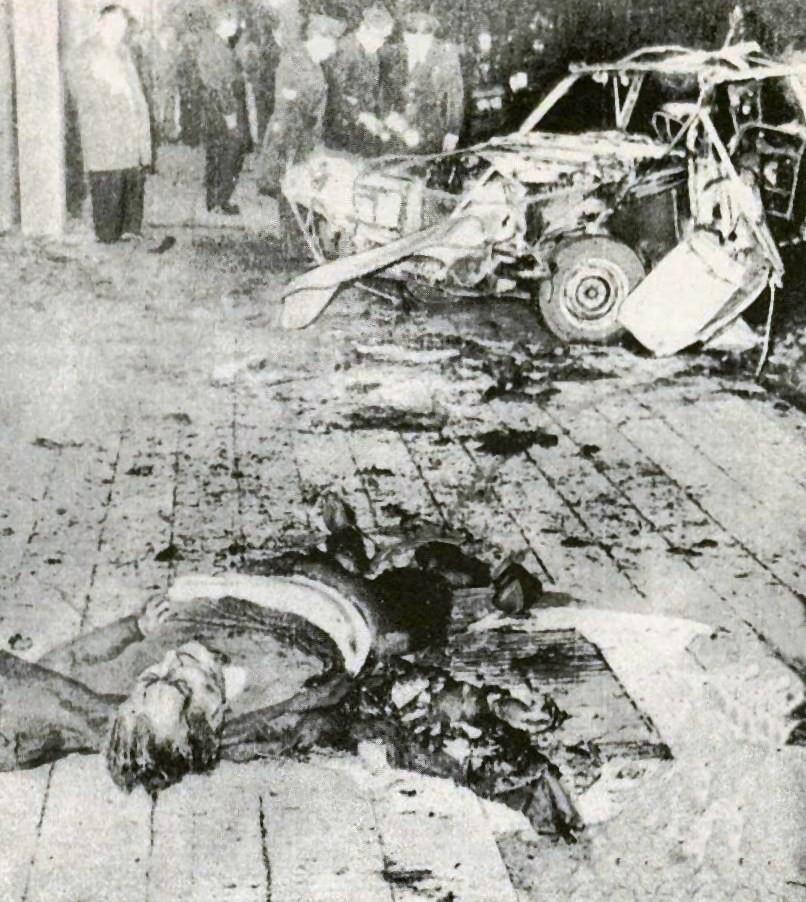
El cuerpo del exgeneral Carlos Prats destrozado por la explosión del coche bomba. Buenos Aires, 30 de septiembre de 1974.

A casi 40 años del asesinato del joven periodista estadounidenses Charles Horman Lazar, de 30 años, ultimado por el ejército chileno el 17 de septiembre de 1973 y su amigo Frank Randall Teruggi Bombatch, 24 años, estudiante de economía muerto cinco días después, el juez especial Jorge Zepeda Arancibia, ministro de fuero de la Corte de Apelaciones de Santiago, ordenó el procesamiento por homicidio calificado del capitán de navío estadounidense Ray E. David Charles, a la sazón Comandante de Grupo de la Misión Militar de Estados Unidos en Chile. El magistrado también pidió a la Corte Suprema que autorice la solicitud de extradición del estadounidense Ray E. David Charles para que sea juzgado en Chile.
El autor material del asesinato fue el brigadier en retiro del ejército Pedro Espinoza Bravo, exsubdirector de la DINA, preso en el Penal Cordillera por numerosos asesinatos relevantes, como los del excanciller Orlando Letelier en Washington (1976) y el comandante en jefe, general Carlos Prats en Buenos Aires (1974), condenado –además– a cadena perpetua en París por matar a cuatro franceses.

Que, con el mérito de los antecedentes reseñados, más la declaración de Pedro Octavio Espinoza Bravo, de fojas 5.437 y siguientes, aparecen presunciones fundadas para estimar que ha tenido participación en los referidos delitos de homicidio calificado, previstos en el artículo 391 N° 1, circunstancia primera del Código Penal, en las personas de Charles Edmund Horman Lazar y de Frank Randall Teruggi Bombatch, en calidad de autor.
Sentencia del Juez Zepeda